# 糟糠螺科
糟糠螺科（學名：Litiopidae）是一個海螺物種的科，屬於吸螺類演化支的腹足纲软体动物。根據2005年《布歇特和洛克羅伊的腹足類分類》，本科並沒有亞科。在2017年的《布歇特等人的腹足類分類》，原來的分類維持不變。

## 分類
本科之下包括下列各屬：
- 糟糠螺屬 Alaba H. Adams & A. Adams, 1853[1][7]
- Diffalaba Iredale, 1936
- Gibborissoa Cossmann in Sacco, 1899[8]
- Gibborissoia Sacco, 1895
- Litiopa Rang, 1829：本科的模式屬[5]。
  - Litiopa melanostoma (Rang, 1829)
- Litiopella Bandel & Kiel, 2000[1]
  - Litiopella schoeningi Bandel & Kiel, 2000 - from Cretaceous[1]
- Spirostyliferina Bandel, 2006 - with the only species Spirostyliferina lizardensis Bandel, 2006[1]
- Styliferina Adams, 1860

## 外部連結
- 維基物種上的相關：糟糠螺科
- . ITIS.